# Ricky Nelson
Eric Hilliard Nelson (Teaneck, 8 de maio de 1940 – De Kalb, 31 de dezembro de 1985), mais conhecido como Ricky Nelson, foi um cantor, compositor e ator estadunidense. Ele emplacou cinquenta e três canções na Billboard Hot 100 entre 1957 e 1973, incluindo dezenove hits entre os dez primeiros colocados.
Ricky Nelson foi o primeiro artista a atingir a posição #1 na parada musical Billboard Hot 100 em 4 de agosto de 1958 com a canção "Poor Little Fool".
Nelson começou sua carreira em 1949 tocando sozinho na radionovela, The Adventures of Ozzie and Harriet (As aventuras de Ozzie e Harriet), e, em 1952, apareceu em seu primeiro filme, Here Come the Nelsons (Aqui vão os Nelsons). Em 1957, ele gravou seu primeiro single, debutando como cantor na versão televisiva do siticom e gravou seu primeiro álbum, Ricky. Em 1958, Nelson gravou sua primeira música a ficar no topo, "Poor Little Fool", e, em 1959, recebeu um Globo de Ouro como o Revelação Masculina depois que ele estrelou um filme de faroeste, Rio Bravo. Alguns filmes se seguiram, e, quando a série foi cancelada em 1966, Nelson fez algumas aparições eventuais como astro convidado em vários programas de televisão. Nelson e Sharon Kristin Harmon se casaram em 20 de abril de 1963 e se divorciaram em dezembro de 1982. Eles tiveram 4 filhos: Tracy Kristine Nelson, os gêmeos Gunnar Eric e Matthew Gray (que formaram a banda de rock Nelson), e Sam Hilliard. Em 14 de fevereiro de 1981, Nelson teve um filho com Georgeann Crewe. Um teste sanguíneo em 1985 confirmou a paternidade. Nelson estava namorando Helen Blair quando morreu em um acidente de avião em 31 de dezembro de 1985.
Seu nome foi incluído no Hall da Fama do Rock and Roll em 21 de janeiro de 1987.

## Discografia selecionada
- Ricky (1957)
- Ricky Nelson (1958)
- Ricky Sings Again (1959)
- Rick Is 21 (1961)
- Rick Sings Nelson (1970)
- Rudy the Fifth (1971)
- Garden Party (1972)
- Windfall (1974)
- All My Best (1985)

## Filmografia
| Ano     | Título                              | Personagem                 |
| ------- | ----------------------------------- | -------------------------- |
| 1952    | Here Come the Nelsons               | Ricky Nelson               |
| 1952–66 | The Adventures of Ozzie and Harriet | Ricky Nelson               |
| 1953    | The Story of Three Loves            | Tommy (11 anos)            |
| 1959    | Rio Bravo                           | Colorado Ryan              |
| 1960    | The Wackiest Ship in the Army       | Ensign Tommy J. Hanson     |
| 1961    | General Electric Theater            | Lonnie Follett             |
| 1965    | The Ed Sullivan Show                | Ricky Nelson               |
| 1965    | Love and Kisses                     | Buzzy                      |
| 1966    | The Ed Sullivan Show                | Ele mesmo                  |
| 1966    | ABC Stage 67                        | Carlos O'Connor            |
| 1967    | Hondo                               | Jesse James                |
| 1967    | Malibu U.                           | Ele mesmo                  |
| 1969    | The Over-the-Hill Gang              | Jeff Rose                  |
| 1969    | The Glen Campbell Goodtime Hour     | Ele mesmo                  |
| 1970    | The Resurrection of Broncho Billy   | Voz                        |
| 1970    | Swing Out, Sweet Land               | Soldado Confederado        |
| 1970    | The Johnny Cash Show                | Ele mesmo                  |
| 1970    | The Everly Brothers Show            | Ele mesmo                  |
| 1970    | The Merv Griffin Show               | Ele mesmo                  |
| 1972    | Fol-de-Rol                          | The Minstrel               |
| 1972    | McCloud                             | Jimmy Roy Taylor           |
| 1972–74 | Owen Marshall, Counselor at Law     | Vic / Gar Kellerman        |
| 1973    | The Streets of San Francisco        | William T. "Billy" Jeffers |
| 1973    | Easy to Be Free                     | Ele mesmo                  |
| 1974    | Petrocelli                          | Country Boy White          |
| 1974    | Sonic Boom                          | Jess of the Van            |
| 1977    | Tales of the Unexpected             | Sonny Blue                 |
| 1977    | The Hardy Boys/Nancy Drew Mysteries | Tony Eagle                 |
| 1978    | The Love Boat                       | Ted Wilcox / Alex Fowler   |
| 1978    | Three on a Date                     | Bob Oakes                  |
| 1979    | Saturday Night Live!                | Ele mesmo                  |
| 1981    | CBS Library                         | Skeeter                    |
| 1984    | High School U.S.A.                  | Pete Kinney                |